# Baláta
Jezero Balata (mađ. Balátá-tó) je prirodni rezervat (Baláta-tó Természetvédelmi Terület) u Šomođskoj županiji u Mađarskoj. Nalazi se u pjeskovitom području Belső-Somogyu u Prekodunavskom sredogorje. Površine je 174 hektara.
Predio je močvarni tršćak. Ovdje se može vidjeti crna šarka.

## Vanjske poveznice
- Nacionalni parkovi u Mađarskoj  Arhivirana inačica izvorne stranice od 11. listopada 2020. (Wayback Machine)
- http://www.ivb.cz/folia/55/4/358-366.pdf  Arhivirana inačica izvorne stranice od 5. ožujka 2016. (Wayback Machine) Feeding habits of otters living on three moors in the Pannonian ...]
- http://www.unep-aewa.org/meetings/en/mop/mop3_docs/national_reports/hungary_nat_rep_mop3.doc  Arhivirana inačica izvorne stranice od 10. studenoga 2007. (Wayback Machine) The First National Report of Hungary
- http://tourist.idea.hu/en/en/szigliget-geography-location  Arhivirana inačica izvorne stranice od 1. rujna 2010. (Wayback Machine)
- http://www.wetlands.org/reports/ris/3HU029_RIS.pdf%5Bneaktivna+poveznica%5D Information on the wetlands